# أكاديمية سامبدوريا
 أكاديمية سامبدوريا أو سامبدوريا بريمافيرا (بالإيطالية: Sampdoria Primavera)‏ هو الفريق الرديف لنادي سامبدوريا الإيطالي.